# パイエル峠
パイエル峠（Port de Pailhères または Col de Pailhères）は、フランス、アリエージュ県に位置する、ピレネー山脈にある峠。標高2001m。

## 概要
南東に位置するミジャネ（Mijanès）起点の場合、水平距離換算で10.6km、高低差871m、平均斜度8.2％で、最大斜度は10.2％。西側に位置するアクス＝レ＝テルム（Ax-les-Thermes）起点の場合、水平距離換算で18.6km、高低差1281m、平均斜度は6.9％で、最大斜度は10.4％。
なお、両起点はフランス国道・D25で結ばれている。

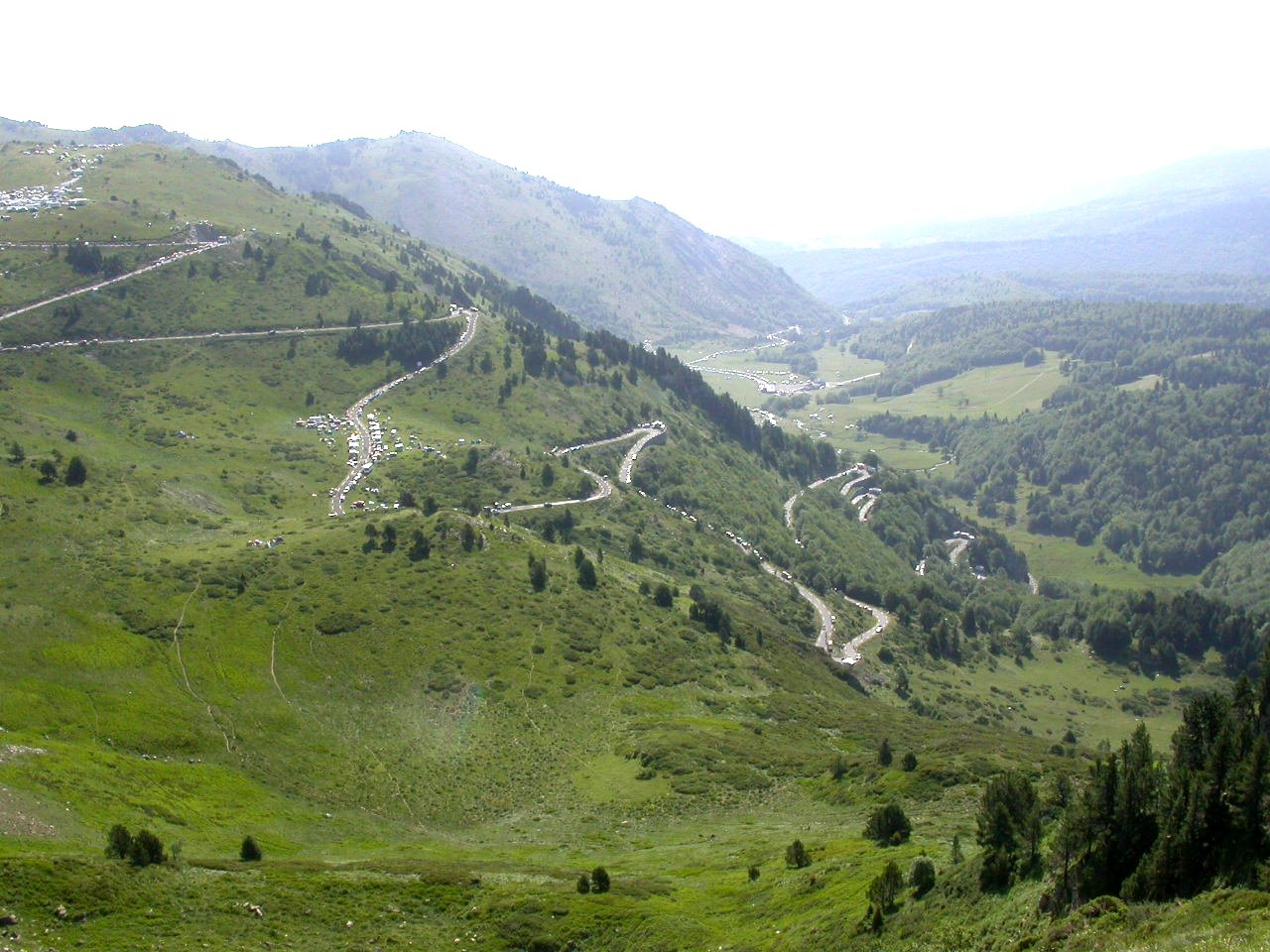
峠西側のつづら折り

## ツール･ド・フランス
ツール・ド・フランスでは過去3回、当峠がコースとして設けられた。2010年の開催では第14ステージに設けられている。

### 歴代首位通過選手
| 年   | 区間 | カテゴリ | スタート     | ゴール                   | 首位通過選手             |
| ---- | ---- | -------- | ------------ | ------------------------ | ------------------------ |
| 2013 | 8    | 超級     | カストル     | アクス＝トロワ＝ドメーヌ | ナイロ・キンタナ         |
| 2010 | 14   | 超級     | ルヴェル     | アクス＝レ＝テルム       | クリストフ・リブロン     |
| 2007 | 14   | 超級     | マザメ       | プラトー＝ド＝ベイ       | ルーベン・ペレス         |
| 2005 | 14   | 超級     | アグド       | アクス＝レ＝テルム       | ゲオルク・トチュニヒ     |
| 2003 | 13   | 1        | トゥールーズ | アクス＝レ＝テルム       | フアン・ミゲル・メルカド |